# San Giuliano del Sannio
San Giuliano del Sannio (San Giuliano di Sepino fino al 1863) è un comune italiano di 970 abitanti della provincia di Campobasso, in Molise. Il nome si riferisce alla forte venerazione per il santo, anche se non è il santo patrono del luogo. La specifica odierna si riferisce alla sua collocazione storico-geografica.

## Origini del nome
Il nome deriverebbe dal proconsole Accio Juliano che possedeva, durante il dominio romano, una villa. Durante il governo longobardo il feudo divenne Castrum Juliani, credendo che Giuliano fosse un santo, sicché il nome cambiò in "San Giuliano".

## Storia
Il centro era già presente all'epoca dei Sanniti, essendo un villaggio suffragato a Saepinum. Vi sorgeva la villa di un certo Accio Juliano, proconsole del feudo romano. Dopo la caduta del governo di Roma, il centro divenne un castrum longobardo del gastaldato di Bojano. Dall'XI secolo fu costruito dai Normanni il castello, che andò in possesso degli angioini e degli aragonesi. Il terremoto del 1805 danneggiò fortemente il paese, e obbligò la comunità a ricostruire la chiesa di San Nicola in stile neoclassico. Nel 1863 il nome, "San Giuliano di Sepino", per la posizione nel Sannio storico, fu cambiato in quello attuale.
Negli anni della seconda guerra mondiale, tra il 1940 e il 1943, San Giuliano fu uno dei comuni del Molise destinati dalle autorità fasciste ad accogliere profughi ebrei in internamento civile. Con l'arrivo dell'esercito alleato nel settembre 1943, i 5 internati riuscirono tutti a raggiungere i territori liberati del Sud Italia.

### Simboli
Lo stemma e il gonfalone sono stati concessi con decreto del presidente della Repubblica dell'11 novembre 1985. Nello stemma d'argento è raffigurato san Giuliano adolescente, con in mano la palma del martirio. Il gonfalone è un drappo partito di giallo e di verde.

## Monumenti e luoghi d'interesse

### Palazzo marchesale
Fu costruito nel XVII secolo sopra il castello. Faceva parte del Gastaldo di Bojano, è poi della contea del Molise. Il palazzo è rettangolare con struttura a due livelli. Il portale a arco è decorato sa semplice cornice in mattoni. Sulla destra si conserva la torre civica che prima era del vecchio castello. Ha pianta quadrata con beccatelli sulla sommità. Probabilmente è stata restaurata in epoca aragonese (XV secolo).

### Chiesa di San Nicola
La chiesa è un unicum nel Molise perché la facciata è decorata da due campanili gemelli. Si dice che abbia origini antiche (XII secolo), ma che sia stata distrutta dal terremoto del 1457.
La struttura è in stile neoclassico, dopo il terremoto del 1805. La facciata è sobria con una finestra centrale. Tutto l'esterno è in pietra bianca.
L'interno barocco ha stucchi bianchi e è a navata unica con due altari nel transetto.

### Cappella di Sant'Antonio
Costruita nel XVII secolo, la chiesa è a navata unica. La facciata poggia su due bastioni laterali, ed è a capanna con decorazione di un minuto rosone. Il campanile è a vela.

## Società

### Evoluzione demografica
Abitanti censiti

## Infrastrutture e trasporti

### Strade
Il comune è interessato dalla strada statale 87 Sannitica e dalle strade provinciali 53, 54 e 69.

### Ferrovie
Il comune è servito dalla stazione omonima sulla ferrovia Benevento-Campobasso, utilizzata solo a fini turistici. Inoltre è presente nel territorio comunale il bivio ferroviario di Bosco Redole, che fino al 2004 era utilizzato anche come stazione per il servizio viaggiatori.

## Amministrazione
Di seguito è presentata una tabella relativa alle amministrazioni che si sono succedute in questo comune.
| Periodo           | Periodo           | Primo cittadino    | Partito                             | Carica  | Note   |
| ----------------- | ----------------- | ------------------ | ----------------------------------- | ------- | ------ |
| 24 giugno 1988    | 6 maggio 1993     | Rosario De Matteis | Democrazia Cristiana                | Sindaco | [ 11 ] |
| 19 giugno 1993    | 17 maggio 1995    | Rosario De Matteis | lista civica                        | Sindaco | [ 11 ] |
| 20 novembre 1995  | 17 aprile 2000    | Angelo Codagnone   | lista civica                        | Sindaco | [ 11 ] |
| 17 aprile 2000    | 5 aprile 2005     | Rosario Losito     | lista civica                        | Sindaco | [ 11 ] |
| 5 aprile 2005     | 30 marzo 2010     | Rosario Losito     | lista civica                        | Sindaco | [ 11 ] |
| 30 marzo 2010     | 31 maggio 2015    | Angelo Codagnone   | lista civica                        | Sindaco | [ 11 ] |
| 31 maggio 2015    | 22 settembre 2020 | Angelo Codagnone   | lista civica Uniti per San Giuliano | Sindaco | [ 11 ] |
| 22 settembre 2020 | in carica         | Rosario De Matteis | lista civica Impegno Comune         | Sindaco | [ 11 ] |